# 淞滬鉄道
淞滬鉄道（しょうこてつどう、中文表記: 淞沪铁路、英文表記: Songhu Railway）とは、清朝時代、上海から呉淞鎮までを結んだ鉄道。1877年（光緒3年）に廃線・撤去された呉淞鉄道を、盛宣懐が再建し、1898年10月1日に開通した。

## 建設後の影響

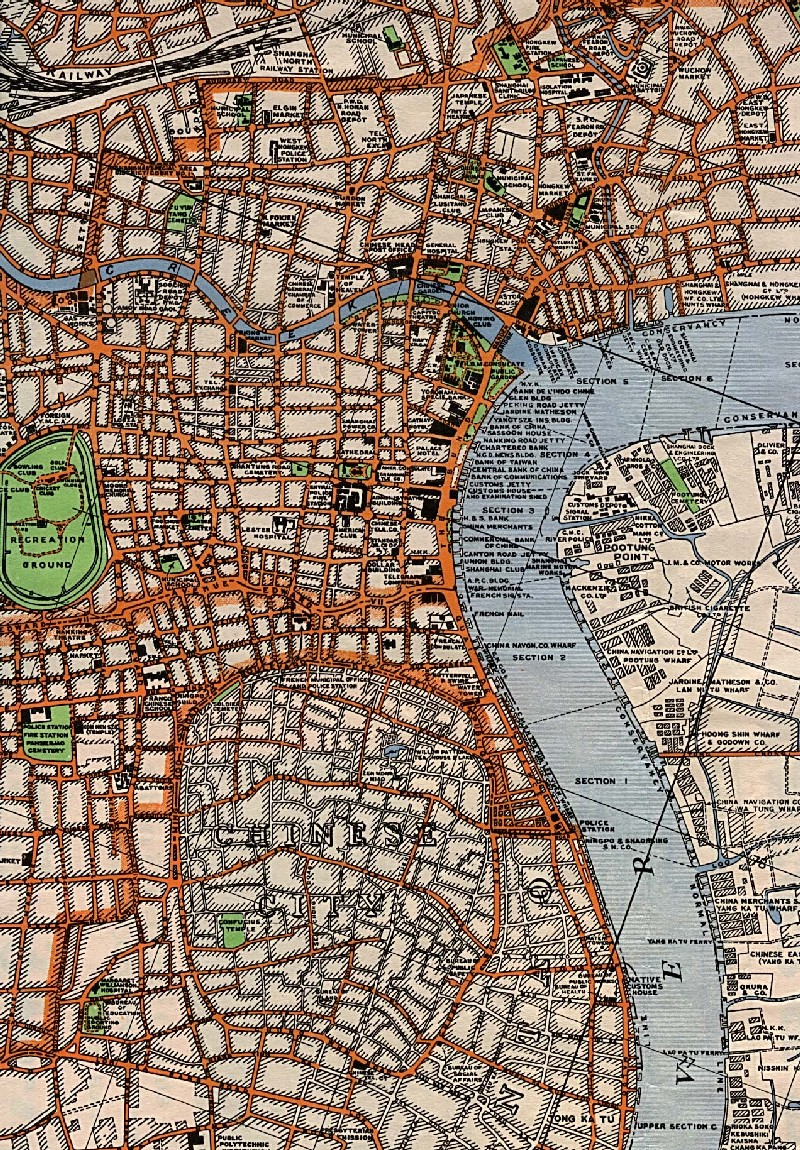
上海の地図

淞滬鉄道の建設後、南側は上海共同租界のすぐ隣となった。20世紀はじめ、共同租界は同鉄道の東側に北四川路（現在の四川北路）、竇楽安路（多倫路）、施高塔路（山陰路）、狄思威路（溧陽路）などの租界を跨ぐ通りや虹口公園などの公共施設が建設され、中等ランクのコミュニティーを形成していた。住民は広東人や日本人が比較的多かった。これと競うように、同鉄道の西側の閘北地区にも宝山路、宝通路、鴻興路、天通庵路などの通りや商務印書館などの商工業企業や文教機構が設置された。これにより、同鉄道の南側は都市の繁華街を通過する鉄道となり、宝山路、虬江路など多くの道路が同鉄道と平面交差していた。1932年の第一次上海事変（一二八事变）と1937年の第二次上海事変（淞沪会战）の際は、同鉄道の両側が日中両国の軍隊の最前線となり、激烈な争いとなった。この戦火の中で同鉄道は破壊され、大部分は再建されたものの、再建することができず、没落した地区もある。

## 廃線
同鉄道は、1963年1月に旅客の取り扱いを停止、1988年に貨物の取り扱いも停止した。1997年に汶水東路より南側4.7kmが撤去された。撤去された路線上に高架鉄道が建設され、上海軌道交通3号線として2000年12月16日に営業を開始した。宝山路駅から江湾鎮駅までの6駅が旧淞滬鉄道上にあり、宝山鋼鉄付近までが旧淞滬鉄道の路線である。